# 철마산 (인천)
철마산(鐵馬山)은 인천광역시 서구와 계양구를 연결하는 높이 227m의 산이다.

맑은 날에는 인천광역시 전지역이나 부천시 뿐만 아니라 영종도와 강화도는 물론 서울특별시, 경기도 고양시, 김포시, 시흥시, 안산시, 영흥도, 대부도, 무의도 등 경기도 남서부 및 북부지역의 조망이 가능하다.

인천에는 또 서구와 부평구를 연결하는 철마산(鐵馬山 160m) 그리고 부평구와 남동구를 연결하는 철마산(鐵馬山 201m)이 따로 있다. 부평구와 남동구의 철마산은 한남정맥이 지난다. 

## 같이 보기
- 한국의 산